# Jean Baptiste Joseph Scotto
Jean Baptiste Joseph Scotto (* 1. April 1913 in Hussein-Dey, Algier; † 8. September 1993) war römisch-katholischer Bischof von Constantine.

## Leben
Jean Scotto war der Sohn eines Caféinhabers, dessen Eltern aus Italien in die französische Kolonie Algerien eingewandert waren. Er wuchs im Stadtteil Hussein-Dey von Algier auf. Seinem Wunsch folgend, Priester zu werden, trat er 1925 in das Kleine Seminar Saint-Eugène in Algier ein und 1929 in das dortige Priesterseminar. Nach einer Unterbrechung seines Studiums durch den Wehrdienst empfing er am 29. Juni 1936 das Sakrament der Priesterweihe. Danach war er Vikar in einer Pfarrei in der Stadtmitte von Algier.
Zu Beginn des Zweiten Weltkriegs wurde Scotto zur französischen Armee eingezogen, beim Westfeldzug verwundet und gefangen genommen, konnte jedoch fliehen und nach Algier zurückkehren. 1942 ernannte Erzbischof Auguste-Fernand Leynaud ihn zum Pfarrer im Stadtteil Bir Mourad Raïs (Birmandreis) von Algier. Nach der Operation Torch meldete sich Scotto als Freiwilliger zur französischen B-Armee und nahm als Militärkaplan ab dem 15. August 1944 an der Operation Dragoon teil. Er wurde mit dem Croix de guerre sowie der Militärmedaille ausgezeichnet und als Chevalier in die Ehrenlegion aufgenommen.
Nach Kriegsende kehrte Scotto nach Algerien zurück. Ab 1949 war er Pfarrer in Hussein-Dey, ab 1955 in Bab El Oued und ab 1961 in El-Harrach. Seit 1950 war er zudem der Verantwortliche der Mission de France in Algerien. Im Algerienkrieg unterstützte er das Verlangen der Mehrheit der Algerier nach Unabhängigkeit von Frankreich, prangerte die Französische Doktrin an, mit der die französische Armee ihre Praxis der Folter und der Repressalien gegen alle „Verdächtigen“ zu rechtfertigen versuchte, und verurteilte die Organisation de l’armée secrète (OAS). Nachdem Algerien 1962 die Unabhängigkeit erlangt hatte, nahm er die algerische Staatsbürgerschaft an. 1963 wurde er Pfarrer im Stadtteil Belcourt von Algier.
Am 19. August 1970 wurde Scotto zum Bischof von Constantine ernannt. Die Bischofsweihe spendete ihm am 3. Oktober desselben Jahres der Erzbischof von Algier, Léon-Etienne Kardinal Duval; Mitkonsekratoren war sein Vorgänger Paul-Pierre-Marie-Joseph Pinier sowie Gaston-Marie Jacquier, Weihbischof in Algier. Weihbischof Gaston-Marie Jacquier, der am 8. Juli 1976 ermordet wurde, war für Jean Scotto ein Vorbild, „ein heiligmäßiger Mann“.
Jean Scotto blieb bis zu seiner Emeritierung am 25. März 1983 im Amt. Er starb am 8. September 1993 im Alter von 80 Jahren.

## Schriften
- Curé pied-noir évêque algérien. Souvenirs. Herausgegeben von Charles Ehlinger. Desclée de Brouwer, Paris 1991, ISBN 2-220-03202-7.